# Dlouhá Lhota (district de Příbram)
Pour les articles homonymes, voir Dlouhá Lhota.
Dlouhá Lhota (en allemand : Lang Lhota) est une commune du district de Příbram, dans la région de Bohême-Centrale, en République tchèque. Sa population s'élevait à 430 habitants en 2020.

## Géographie
Dlouhá Lhota se trouve à 8 km au sud-sud-ouest de Dobříš, à 10 km à l'est-nord-est de Příbram et à 46 km au sud-ouest de Prague.
La commune est limitée par Kotenčice et Rosovice au nord, par Obořiště et Ouběnice à l'est, par Drásov au sud et à l'ouest, et par Suchodol à l'ouest.

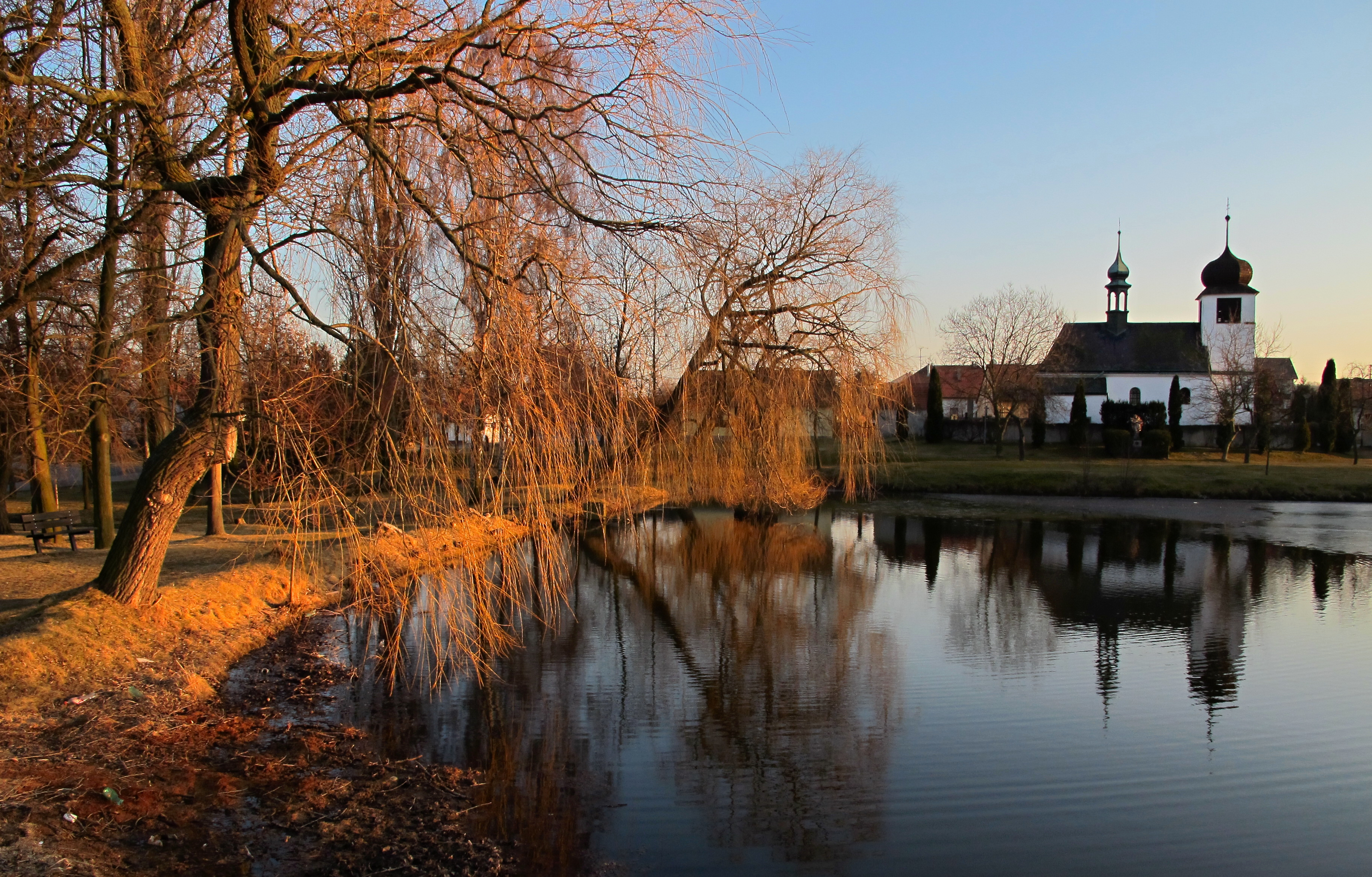
Étang et église de Dlouhá Lhota.
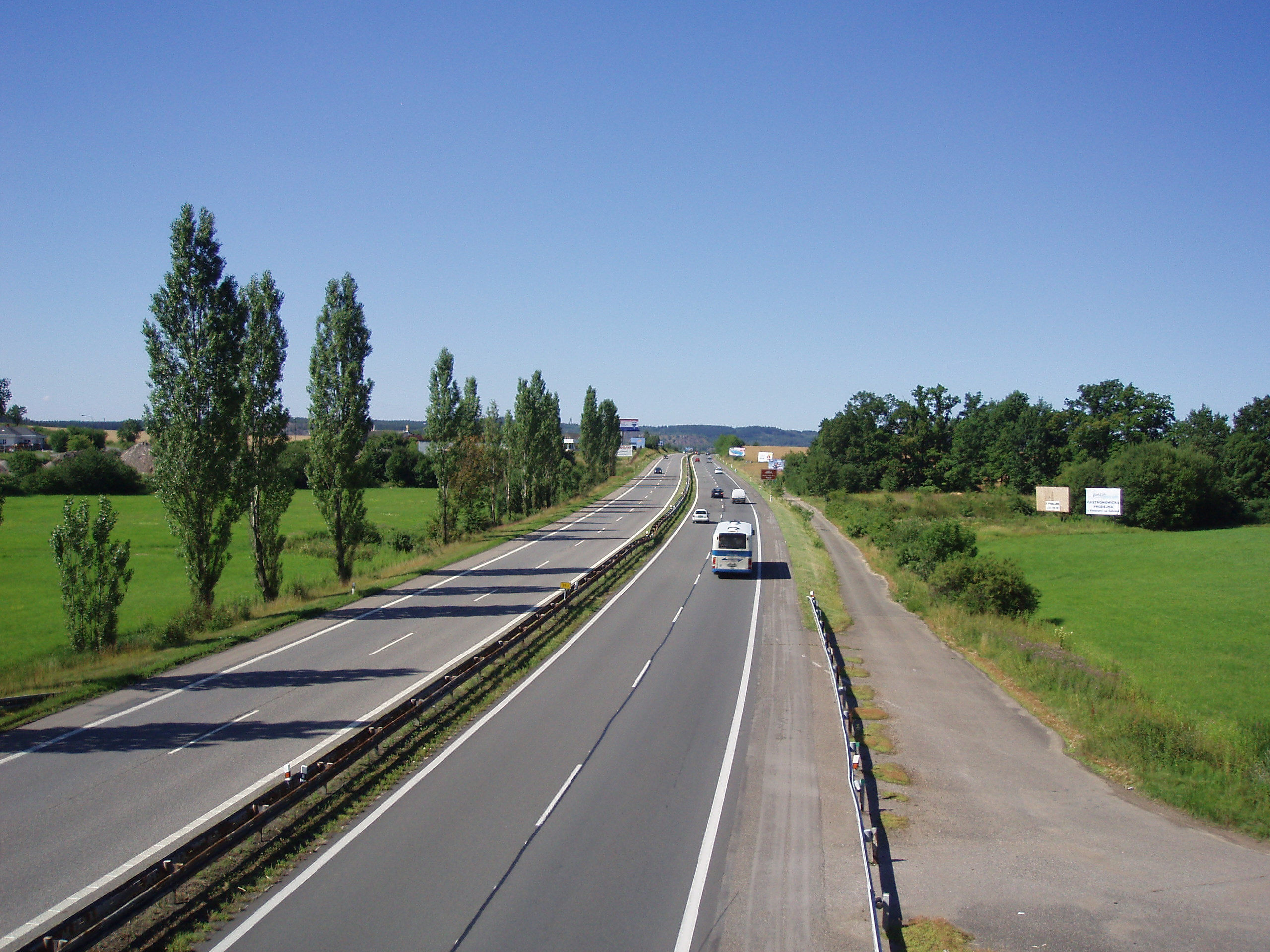
L'autoroute D4 à Dlouhá Lhota.

Le territoire de la commune est traversé du nord-est au sud-ouest par l'autoroute D4 ; l'accès le plus proche se trouve à Dubenec.

## Histoire
La première mention écrite de la localité date de 1336.

## Transports
Par la route, Dlouhá Lhota se trouve à 8,5 km de Dobříš, à 9,5 km de Příbram et à 50 km de Prague.